# 4108 Rakos
A 4108 Rakos (ideiglenes jelöléssel 3439 T-3) a Naprendszer kisbolygóövében található aszteroida. Cornelis Johannes van Houten,  Ingrid van Houten-Groeneveld,  Tom Gehrels fedezte fel 1977. október 16-án.